# Misión jesuítica de Santa María de Fe
La misión jesuítica de Santa María de Fe fue una de las misiones que la Compañía de Jesús estableció en la provincia jesuítica del Paraguay durante la colonización española de América.
Está ubicada en la ciudad de Santa María de Fe, departamento de Misiones en Paraguay.
Fue fundada por Manuel Berthod en el año 1647.